# リーブラ
リーブラ (libra) は、古代ローマ発祥の質量・通貨の単位である。
もとはラテン語で天秤を意味する語である。なお、てんびん座の学名もリーブラ (Libra) である。

## 質量
古代ローマではアス (as) とも言った。
古代ローマ滅亡後も、リーブラはヨーロッパ各地に残った。現在はスペイン語・ポルトガル語圏、つまりイベロアメリカ地域で使われる。他のロマンス語圏でも、フランス語圏ではリーヴル (livre)、イタリア語圏ではリッブラ (libbra) など似た単位名である。英語圏では単位名はポンド (pound) に代わったものの、単位記号 lb. にリーブラの名残がある。
そのため、これらは互いに翻訳される。たとえばスペイン語のリーブラは英語のポンドに、英語のポンドはスペイン語のリーブラに翻訳される。特にスペイン語・ポルトガル語圏ではほとんどの国でメートル法に移行しリーブラはあまり使わないため、単にリーブラといえばポンド（英米の常用ポンド）を意味することも多い。
1リーブラは、古代ローマでは約 0.3274 kg だった。現在は国によってわずかに違うが、一部を除いて約 0.46 kg で、ポンドの 0.4536 kg より少し大きい。
| kg        | 国                  |
| --------- | ------------------- |
| 0.3274    | 古代ローマ          |
| 0.45359   | イギリス(ポンド)    |
| 0.459     | ポルトガル ブラジル |
| 0.4594    | アルゼンチン        |
| 0.4600093 | スペイン            |
| 0.46025   | メキシコ            |
| 0.5       | コロンビア          |

スペイン・ポルトガル語圏の1リーブラは16オンサ (西 onsa, 葡 onça) である。これは、1ポンドや1リーヴルが16オンスであることと対応している。ただし、リーヴルと同じ由来の単位が常に、オンスと同じ由来の単位の16倍というわけではない。

## 通貨
古代ローマでは、通貨1リーブラは質量1リーブラの銀貨の価値であった。なお、同じ質量を意味するアスも通貨だったが、その価値は質量1（リーブラ）の青銅貨の価値（さらに時代によりどんどん価値が下がった）で、リーブラとは価値がまったく違う。
リーヴル（フランスの旧通貨）、リラ（イタリアの旧通貨など）は、リーブラの語形変化である。名称は代わったが、通貨単位としてのポンド（イギリスなど）も同じ起源で、通貨記号 ￡ (L) に名残がある。ただし、ルーブル（ロシアなど）は無関係である。
近代では、ペルーで1898年から1931年まで補助通貨的にリーブラが使われていて、1リーブラ (Peruvian libra) = 1英ポンド にペッグされていた。当時のペルーの（通常の）通貨ペルー・ソルとの換算は 10ソル = 1リーブラ だった。
2019年6月、米国Facebookによって開発された仮想通貨「Libra（リブラ）」が発表された。後日「Diem」に改称。